# رود کلتمای شمالی
رود کلتمای شمالی (انگلیسی: North Keltma) یک رودخانه در جمهوری کومی کشور روسیه است.